# Lijst van voetballers - N
Dit is een lijst van voetballers met een artikel op Wikipedia van wie de achternaam begint met de letter N.

## Na
- Divine Naah
- Amaro Nadal
- Miguel Ángel Nadal
- Safet Nadarević
- Antonio Naelson
- Nicolai Næss
- Adamo Nagalo
- Darlington Nagbe
- Ádám Nagy
- Mohamed Nagy
- Valery Nahayo
- Billel Naïli
- Radja Nainggolan
- Steven Naismith
- Andy Najar
- Shunsuke Nakamura
- Hidetoshi Nakata
- Yuta Nakayama
- Nam Tae-hee
- Stanislav Namașco
- Mauricio Nanni
- Ștefan Nanu
- José Naranjo
- Noah Nartey
- Orlando Narváez
- Arvo Närvänen
- José Nasazzi
- Joe Nasco
- Lars Näsman
- Mohamed Nassoh
- Natan
- Natanael
- Nathan
- Ofentse Nato
- Kristijan Naumovski
- Fernando Navarro
- Marc Navarro
- Keylor Navas
- Reinaldo Navia
- Adam Nawałka
- Noureddine Naybet
- Serhij Nazarenko
- Imran Nazih

## Nd
- Dugary Ndabashinze
- Gigli Ndefe
- Khadim N'Diaye
- Selemani Ndikumana
- Delvin N'Dinga
- Emanuele Ndoj
- Mike Trésor Ndayishimiye
- Youssouf Ndayishimiye

## Ne
- Alexandru Neagu
- Phil Neal
- Todor Nedelev
- Pavel Nedvěd
- Armand Neeskens
- Johan Neeskens
- John Neeskens
- Alain Nef
- José Elías de Negri
- Paolo Negro
- Lucas Neill
- Miguel Ángel Neira
- Sebastiano Nela
- Robin Nelisse
- Szilárd Németh
- David Neres
- Mato Neretljak
- Roeslan Nesjtsjeret
- Alessandro Nesta
- Neto
- Wolf-Rüdiger Netz
- Richard Neudecker
- Florian Neuhaus
- Manuel Neuer
- Roman Neustädter
- Oliver Neuville
- João Neves
- Gary Neville
- Phil Neville
- Erik Nevland
- Neymar

## Ng
- Michael Ngadeu-Ngadjui
- Daniel Ngom Komé
- Bruno N'Gotty
- Granddi Ngoyi

## Ni

### Nia
- Moussa Niakhaté

### Nic
- Daniel Niculae
- Marius Niculae
- Bănel Nicoliță

### Nie
- Anders Nielsen (1970)
- Anders Nielsen (1986)
- Gunnar Nielsen
- Ivan Nielsen
- Kent Nielsen
- Torkil Nielsen
- Morten Nielsen
- Oskar Nielsen-Nørland
- Poul "Tist" Nielsen
- Sophus Nielsen
- Reuven Niemeijer
- Antti Niemi
- Jari Niemi
- Rami Nieminen
- Jörg van Nieuwenhuijzen
- Kees van Nieuwenhuizen
- Sven Nieuwpoort

### Nig
- Aldo de Nigris
- Antonio de Nigris
- Aarón Ñíguez

### Nih
- Nihat

### Nik
- Joeri Nikiforov
- Demis Nikolaidis
- Dimitris Nikolaou
- Nemanja Nikolić
- Boban Nikolov

### Nil
- Luc Nilis
- Roger Nilsen
- Joakim Nilsson
- Mikael Nilsson

### Nin
- Eduardo Niño
- Pavle Ninkov
- Nikola Ninković

### Nis
- Fernand Nisot
- Rasmus Nissen Kristensen
- Ruud van Nistelrooij
- Mohamed Nizam

### Niz
- Zoran Nižić

## Nj
- Geremi Njitap

## Nk
- Thomas N'Kono
- Blaise Nkufo

## No
- Antonio Nocerino
- Siyabonga Nomvethe
- Dennis de Nooijer
- Gérard de Nooijer
- Giga Norakidze
- Morten Nordstrand
- Christian Nørgaard
- Raúl Noriega
- Rhys Norrington-Davies
- Abdelhak Nouri
- Emin Nouri
- Ronny Nouwen
- Džoni Novak
- Milivoje Novakovič
- Jevgeni Novikov
- Ján Novota
- Krzysztof Nowak
- Piotr Nowak
- Kristoffer Nordfeldt
- Rikard Norling
- Hugo Novoa

## Ns
- Fabrice N'Sakala
- Tamandani Nsaliwa
- Jean-Pierre Nsame
- Emilio Nsue

## Nt
- Saidi Ntibazonkiza

## Nu
- Kasim Nuhu
- Arthur Numan
- Jair Nunes
- Héctor Núñez
- Jorge Daniel Núñez
- Luis Núñez
- Darwin Núñez
- Richard Núñez
- Víctor Núñez
- Jussi Nuorela
- Vic Nurenberg
- Azat Nurgalijev
- Mika Nurmela
- Bram Nuytinck

## Nw
- Chucks Nwoko
- Henry Nwosu

## Ny
- Ryan Nyambe
- Lewin Nyatanga
- Marc Nygaard
- Benjamin Nygren
- Ville Nylund
- Ari Nyman
- Harri Nyyssönen

## Nz
- Rabby Nzingoula
- Charles N'Zogbia

A · B · C · D · E · F · G · H · I · J · K · L · M · N · O · P · Q · R · S · T · U · V · W · X · Y · Z